# 하라 에리코
하라 에리코(일본어: 原 えりこ, 1959년 11월 1일~)는 일본의 성우이다. 도쿄도 출신. 지금은 Beffect 소속이다.